# 메탈클래드 대 멕시코 연방 정부 사건
메탈클래드 대 멕시코 연방 정부 사건은 국제투자분쟁해결센터(ICSID) 및 캐나다 브리티시컬럼비아주 대법원에서 열린 투자자-국가 소송 사건이다. 미국의 폐기물 관리 업체인 메탈클래드(Metalclad) 사가 멕시코 연방 정부 및 산루이스포토시주 정부로부터 얻은 폐기물 매립장 허가가 관할 과달카사르 군에서 거부되자, 이로 인해 발생한 손해에 대해 멕시코 연방 정부를 상대로 북미자유무역협정 11장에 규정된 투자자 국가 분쟁 해결 제도에 따라 손해배상 청구 소송을 제기하면서 시작되었다. 이에 대해 중재를 맡은 국제투자분쟁해결센터는 멕시코 연방 정부가 북미자유무역협정 1105조에 규정된 상대국 투자자에 대한 공정하고 동등한 처분 원칙의 위반 및 1110조에 규정된 수용에 상당한 조치를 했다는 결론을 내리고, 멕시코 연방 정부가 메탈클래드에게 1,668만 5천 달러를 배상하도록 결정하였다. 멕시코 연방 정부는 역시 북미자유무역협정에 보장된 권리에 따라, 캐나다 브리티시컬럼비아주 대법원에 이 처분의 법적 정당성에 대한 심의를 요청하였다. 이에 대해 캐나다 브리티시컬럼비아주 대법원은 북미자유무역협정 1105조 위반에 대해서는 국제투자분쟁해결센터 중재판정부의 결정 권한 밖임을 지적하였으나,  1110조의 수용 상당 조치에 대해서는 일부 책임을 인정하여 110만 달러가 감액된 1,560만 달러의 배상 판결을 확정했다.

## 소송의 배경 및 사실 관계
이 사건은 1990년대에 멕시코 산루이스포토시주 과달카사르 군의 라페드레라(La Pedrera) 계곡에 위치한 폐기물 매립장 인가 문제를 두고 발생한 사건이다. 이 처리장은 과달카사르 시 중심에서 약 70km 떨어진 곳에 위치해 있으며, 당시 반경 10km 내에 약 800명의 주민이 살고 있었다. 이 처리장은 당초 멕시코 기업인 Confinamiento Tecnico de Residous Industriales, S.A. de C.V. (이하 "코테린")의 소유였으며, 코테린 사는 멕시코 연방 정부의 인가를 받아 1990년부터 이곳을 폐기물 하치장(transfer station)으로 운영해오고 있었다. 하치장은 폐기물의 임시 적치를 위한 공간이며, 여기에 반입된 폐기물은 매립장이나 적절한 처리시설로 반출되어야 했다. 그러나 코테린 사는 2만 톤의 유독성 폐기물을 반입한 후에 적절한 누출방지 조치도 하지 않은 상태로 이를 방치하였다. 이에 따라 1991년 9월 26일 멕시코 연방 정부는 이 하치장을 1996년 2월까지 폐쇄하도록 명령하였다.요호호 !
코테린 사는 이에 대응하여 라페드레라 처리장 부지에 새로운 유독성 폐기물 매립장(landfill) 건설을 추진하기로 하고, 관련된 연방 정부, 주 정부, 과달카사르 군 정부의 행정기관에 인가를 요청하였다. 군 정부는 매립장 건설에 일관되게 반대 입장을 견지하였다. 군 정부는 1991년 첫 신청을 반려하였으며 이후 1992년 새로 선출된 군 정부도 역시 재신청을 반려하였다. 반면 1993년 1월 23일 멕시코 연방 정부 환경 당국(멕시코 국립 생태원)은 해당 지역의 환경영향평가를 거쳐 건설을 승인하였고, 5월 11일에는 산루이스포토시주 정부 또한 매립장 목적의 토지 이용을 승인하였다.
이러한 인가절차 중인 1993년 4월 23일 코테린 사의 대주주들은 회사 지분을 미국의 메탈클래드 사에 매각하는 협상을 진행하였다. 이 매각 협상에는 다음과 같은 조건이 충족되었을 때만 메탈클래드 측이 대금 지불을 완료한다는 6개월 시한의 옵션 조항이 있었다:
- 군 정부가 매립장 건설을 인가하거나,
- 멕시코 법원이 군 정부의 인가 없이 연방 및 주 정부 승인만으로 매립장 건설이 가능하다는 판결을 내렸을 때

이 조건이 만족되는지 확인하는 과정에서 멕시코 국립 생태원(Instituto Nacional de Ecologia) 원장과 도시개발 및 생태 사무국장 등 멕시코 고위 공무원들은 멕시코 연방법 및 주법에서 요구되는 모든 인가가 완료될 경우, 군 정부의 인가에 관계 없이 유독성 폐기물 매립장을 건설할 수 있다고 확인해주었다. 이어 8월 10일에 멕시코 국립 생태원은 코테린 측에 매립장 영업을 허가하였다. 메탈클래드는 이를 확인하고 1993년 8월 10일에 옵션을 행사하여 코테린 인수 계약을 체결하였다. 메탈클래드 사는 코테린 사를 자회사로 편입하였고, 라페드레라 처리장 및 매립장 건설 및 영업 권한도 갖게 되었다.
메탈클래드 사는 1994년 5월 폐기물 매립장 건설을 시작하였다. 1994년 10월 26일, 과달카사르 군 정부는 메탈클래드 사가 군 정부의 건설 허가를 받지 않았다는 이유로 건설 중지 명령을 내렸다. 메탈클래드는 다시 1994년 11월 15일에 매립장 건설 인가 요청 서류를 군 정부에 제출하였으나, 군 정부는 인가를 계속 지연시켰다. 그러나 이 와중인 1995년 1월 31일에 멕시코 국립 생태원은 건설을 계속해도 좋다는 승인 조치를 내려 혼선이 계속되었다. 메탈클래드는 이를 근거로 공사를 강행하여 1995년 3월에 매립장 시설이 완공되었다.
한편 지역 주민 및 환경 단체들은 해당 지역의 지층 구조상 유독성 폐기물 적치로 인해 주민들의 식수원이 오염되고 있다고 주장하며, 1993년부터 매립장 건설 반대 시위를 전개했다. 이들의 보고에 의하면 주민들 사이에 원인불명의 불치병이 속출했고, 많은 신생아들이 기형아로 태어났으며, 초중등학교 학생들의 안경 사용률이 급증하는 등의 피해가 발생했다. 1994년 새로 선출된 산루이스포토시주 지사의 명령으로 실시된 환경조사에서는 과거 코테린 사 시절부터 불법으로 적치해온 유독성 폐기물이 문제가 되고 있으며, 새로 건설되는 매립장 시설은 적절한 부지와 시설을 갖추고 있다고 결론을 내렸다. 하지만 이를 수긍하지 못하는 지역 주민 및 환경 단체들의 시위가 계속되면서 매립장 시설의 가동도 전면 봉쇄되었다.
이 문제가 사회 문제로 비화되자 1995년 11월 25일에 멕시코 연방 정부 환경 당국과 메탈클래드는 새로운 합의를 도출하였다. 우선 당국은 메탈클래드가 매립장을 5년간 운영하도록 허가하되, 메탈클래드는 처음 3년 내로 이전에 발생한 오염 문제를 모두 해결한다는 것이었다. 하지만 곧이어 12월 5일 과달카사르 군 정부는 약 1년 전에 제출된 매립장 건설 인가 요청에 최종적으로 반려 처분을 내려 맞대응하였다. 다시 멕시코 연방 정부는 1996년 2월에 매립장 용량을 3만 6천톤에서 36만 톤으로 10배 증가시켜주는 처분으로 맞섰다.
연방 정부와 군 정부의 이러한 갈등은 매립장 인가에 대한 양측의 행정관할권을 두고 법리적 공방으로 이어지게 되었다. 1996년 1월에 군 정부는 연방 환경부의 승인 조치가 부당하다고 멕시코 연방 법원에 헌법소원을 하였다. 1996년 2월, 연방 법원은 1차적으로 군 정부의 주장을 받아들여 연방 환경 당국의 매립장 운영 허가 효력을 정지시키는 가처분 조치를 내렸다. 그러나 이후 1999년 5월에 연방 법원은 군 정부의 헌법소원을 최종 기각하였다. 여기서 연방 법원은 헌법소원은 사인(私人)이 제기하여야 하며, 군 정부가 상위 정부인 연방 정부의 결정에 반하는 목적으로 제기해서는 안 된다고 판시하였다.
메탈클래드 측도 동시에 법적 대응에 나섰다. 먼저 멕시코 연방 법원에 군 정부의 반려 처분이 부당하다는 내용의 소송을 청구하였다. 멕시코 연방 법원은 메탈클래드 측이 군 정부의 개선 요구에 충분히 응하지 않았다는 이유로 소송을 기각하였다. 메탈클레드는 다시 이를 멕시코 대법원에 상고하였으나, 군 정부 측에 화해 의지를 보여준다는 명분으로 곧 이를 철회하였다. 그러나 과달카사르 군 정부의 반대 의사는 확고했다. 이에 메탈클래드는 법적 대응을 재개하여 1996년 10월에 북미자유무역협정에 보장된 투자자 국가 분쟁 해결 제도를 이용하기로 결정하였다. 메탈클레드는 1997년 1월에 국제투자분쟁해결센터(ICSID)에 제소하였으며, 이는 북미자유무역협정에 규정된 투자자 국가 분쟁 해결 제도를 이용한 첫 사례로 기록되었다.
투자자 국가 분쟁 해결 절차가 진행되는 와중인 1997년 9월 20일에 멕시코 산루이스포토시주 지사는 임기 만료를 3일 앞두고 매립장 부지를 포함하는 188,758 헥타르에 이르는 지역을 생태보전지역으로 지정하는 명령을 내렸다. 이에 따라 주 정부가 폐기물 매립장을 생태보전지역으로 편입시킨 것이 사실상의 간접 수용에 해당된다는 내용이 법적 공방에 추가되었다.

## 소송의 쟁점과 판결

### 외국인 투자자에 대한 공정하고 공평한 처우 여부
메탈클래드는 멕시코가 산루이스포토시주 정부 및 과달카사르 군 정부를 통해 부당하게 매립장 영업을 방해하였으며, 이는 내-외국인 투자자를 공정하고 공평하게 대우해야 한다는 북미자유무역협정 11장의 1105조를 위반한 것이라고 주장하였다.
이에 대해 국제투자분쟁해결센터 중재판정부는 멕시코가 각 정부간의 일관성 없는 행정조치로 메탈클래드의 사업 계획 및 투자를 위한 투명하고 예측가능한 프레임워크를 마련하는데 실패했다고 인정했다. 그리고 주 및 군 정부가 북미자유무역협정 1105조를 위반했다고 결정했다.
반면 캐나다 브리티시컬럼비아주 대법원은 1105조 의 위반 여부는 메탈클래드-멕시코정부 간의 분쟁 범위를 넘어서는 문제이므로, 국제투자분쟁해결센터 중재판정부의 1105조 위반 결정은 잘못되었다고 판결하였다.

### 생태보전지역 편입 이전의 간접 수용 문제
메탈클래드는 멕시코가 연방 및 주 차원에서 인가된 매립장 건설 및 영업 행위에 대해 과달카사르 군 정부가 인가를 지연 및 반려하는 것을 방기하였으며, 이에 따라 북미자유무역협정 11장의 1110조 에 규정된 수용(expropriation)에 상당한 조치가 성립되었다고 주장하였다. 이러한 수용에 상당한 조치임이 인정되면 멕시코 정부는 그에 상응하는 공정 시장가격에 따른 대가를 지불해야 한다.
이에 대해 국제투자분쟁해결센터 중재판정부는 앞서 1105조 위반 사유와 같이 멕시코의 행정절차에 있어 투명성이 보장되지 않았으므로 수용에 상당한 조치가 이뤄졌다고 결론을 내렸다. 아울러 유독성 폐기물 매립장 건설 인가권은 연방 정부의 고유 권한이며, 군 정부는 시설의 물리적 결함 등의 사유로만 제한적으로 인가를 거부할 수 있음에도 권한을 남용하여 건설 인가를 반려했다고 지적하였다.
반면 캐나다 브리티시컬럼비아주 대법원은 역시 앞서 1105조 위반이 분쟁 범위를 넘어서고 있으므로, 이를 근거로 수용에 상당한 조치가 이뤄졌다는 결론을 내려서는 안된다고 판결하였다.

### 생태보전지역 편입 이후의 간접 수용 문제
메탈클래드는 멕시코 산루이스포토시주 정부가 매립장이 준공된 이후인 2007년 라페드레라 매립장 부지를 생태보전지역으로 편입시킨 조치 역시 북미자유무역협정 11장의 1110조 에 규정된 수용에 상당한 조치였다고 주장하였다. 생태보전지역으로 편입될 경우에는 매립장으로의 이용이 불가능해지므로, 이는 이미 매립장으로 조성된 시설을 이용하지 못하게 하여 그 가치를 현저하게 훼손시키는 조치였다는 의미이다.
이에 대해 국제투자분쟁해결센터 중재판정부는 생태보전지역 편입을 수용에 상당한 조치로 인정하였으며, 멕시코 정부의 주요한 배상 근거로 간주하였다.
캐나다 브리티시컬럼비아주 대법원은 국제투자분쟁해결센터 중재판정부가 생태보전지역 편입을 수용에 상당한 조치로 간주함에 있어 1105조 위반 사항을 일부 판단 근거로 사용한 점은 잘못 되었으나, 다른 판단 근거만으로도 결론을 내리는데는 충분했다고 판단하였다. 따라서 국제투자분쟁해결센터 중재판정부가 생태보전지역 편입으로 초래된 메탈클래드의 금전적 손해에 대해 배상하도록 처분한 것도 합당하다고 판결하였다.
멕시코 정부는 산루이스포토시주 정부의 생태보전지역 편입 조치가 소송 제기 이후에 이뤄진 조치임을 들어 별개의 사건으로 처리해야 한다고 주장하였다. 그러나 이 주장은 국제투자분쟁해결센터 중재판정부와 캐나다 브리티시컬럼비아주 대법원 모두가 인정하지 않았다.

### 배상액
메탈클래드는 금전적 손해 규모에 대해 다음과 같이 2가지 산정법을 제시하였다:
- 매립장 운영으로 인한 미래 기대 수익을 현재 가치로 환산한 총액: 약 9,000만 달러
- 매립장 조성에 투자한 실제 비용: 약 2,000~2,500만 달러

멕시코 정부는 미래 기대 수익까지 반영하는 것은 부적절하다고 주장하였다. 대신 멕시코는 다음과 같은 2가지 산정법을 제시하였다:
- 코테린 사의 시가총액 감소액: 약 1,300~1,500만 달러
- 메탈클래드의 직접투자가치의 손실: 약 300~400만 달러

국제투자분쟁해결센터 중재판정부는 미래 기대 수익을 반영하는 계산법이 부적절하다는 멕시코 정부의 주장을 받아들였다. 해당 매립장은 준공 이후 실제 운영되지 못했기 때문에 기대 수익 산정이 부정확할 수 있다고 지적하였다. 그러나 멕시코 정부가 대안으로 제시한 2가지 산정법 역시 부적절하다고 결정하였다. 따라서 메탈클래드가 매립장 조성에 투자했다고 주장한 비용에서, 코테린 인수 이전인 1991~92년의 지출 비용을 제외하고 연 이율 6%를 반영하여 최종적으로 1,668만 5천 달러의 손해 배상을 결정하였다.
캐나다 브리티시컬럼비아주 대법원은 1997년 9월 20일 생태보전지역 편입 조치가 내려진 이후에야 수용에 상당한 조치가 성립했다고 결정하였다. 따라서 국제투자분쟁해결센터가 산정한 손해 규모에서 1997년 9월 20일 이전의 이자 비용은 제외하라고 판결하였다. 이에 따라 멕시코 정부가 메탈클레드 사에 배상해야 할 액수는 약 110만 달러가 감액된 1,560만 달러로 확정되었다.
2001년 10월 26일에 멕시코 연방 정부는 위의 배상액과 소송 비용 일부를 포함해 메탈클래드 측에 총 1,600만 2천 달러를 지불하는데 최종 합의하였다. 멕시코 연방 정부는 그 대가로 라페드레라 매립장을 비롯한 메탈클래드의 현지 관련 재산권을 대부분(약 227에이커의 토지 소유권 제외) 인수하였으며, 메탈클래드는 멕시코에서의 사업에서 모두 철수하였다.

## 논란
이 사건은 미국 기업이 북미자유무역협정에 보장된 투자자 국가 분쟁 해결 제도를 이용한 최초의 사례이다. 이 때문에 한미자유무역협정 및 투자자 국가 분쟁 해결 제도 도입 반대 진영(이하 "반대 진영")에서는 이 사건을 정부의 정당한 공공 정책(이 경우에는 환경 정책)이라도 기업의 이해에 따라 간단히 국제 중재에 회부될 수 있다는 근거로 빈번하게 제시한다.

### 반대 진영의 주장
반대 진영에서는 이 사건에서 배상의 근거로 제시된 '수용에 상당한 조치'의 적용 남발로 인해 국가의 입법 및 행정조치가 무력화되는 상황과, 이로 인해 사전 검열처럼 '된 서리 효과(regulatory chill)'을 유발하여 국가의 정책 추진 자율성이 제약 당하는 상황을 경고하고 있다:
| “ | 여기서 특히 문제가 되는 것은 '간접적 수용(indirect expropriation)'과 '수용에 맞먹는 조치(measures tantamount to expropriation)'라는 표현이다. 만약 수용이 토지와 같은 사물을 물리적으로 가져간다는 의미라면 논란의 여지가 없다. 그런데 '간접적 수용'이란 무엇이며, '수용에 맞먹는 조치'란 또 무엇인가. 2003년에 유엔무역개발회의(UNCTAD)가 펴낸 보고서는 NAFTA를 포함한 각종 무역협정이나 투자협정에서 이런 두 가지 표현이 실제로 해석되는 방식을 두 가지로 보고 있다. 그 중 하나는 점진적 수용(creeping expropriation)이다. 이는 소유자의 소유권에는 아무런 직접적 영향이 없지만, 국가의 개입과 조치로 인해 부지불식간에 조금씩 장기간에 걸쳐 투자의 가치가 잠식되는 상황을 말한다. 다른 하나는 앞에서 보았던 '규제에 의한 수용(regulatory expropriation)'이다. 이는 소유권의 화폐가치에 영향을 주는 법적 규제 등을 말한다. 국제법에서 국가는 환경, 보건, 소비자 보호, 유해물질 규제 등과 같은 영역에서 일방적인 조치를 취할 '경찰력(police power)'을 보유하는 것이 전통적으로 인정되어 왔지만, NAFTA에서는 경찰력도 수용 관련 규정이 적용되는 대상이다. (중략) '간접적 수용'이나 '수용에 맞먹는 조치'라는 모호한 말의 실제 의미는, 투자의 '자산가치'를 훼손할 만한 일체의 정부 조치들이 모두 수용으로 해석되어 배상의 의무를 부과받을 수 있다는 것이다. | ” |

### 대한민국 정부의 반론
대한민국 외교통상부는 반대 진영이 이 사건을 인용하여 "정당한 환경 정책이 국제 중재에 회부될 가능성"을 제기한 것에 대해 다음과 같이 반론을 제시하였다:
| “ | - 동 사건은 정부의 정당한 환경정책도 도전받을 수 있음을 보여준다기 보다는 법적으로 보장되었던 투자자의 소유권이 부인되어 투자가치가 전면적으로 영구히 박탈되는 경우에는 간접수용이 될 수 있음을 보여준 사례 - 멕시코 정부는 지방에 소재한 쓰레기 매립장을 인수하고자 하는 미국 투자자에게 쓰레기 매립장 영업에 필요한 모든 인가가 완비 또는 발급될 것이라고 보장했지만, 동 매립장 인수 및 처리시설 공사 후, 군 정부가 허가발급을 거부하여 사업이 불가능하게 되었음. - 미국 투자자는 여전히 동 쓰레기 매립장의 법적 소유권을 갖고 있으나 멕시코 정부의 조치로 동 매립장의 투자 가치가 전면적으로 박탈된 바, 중재판정부는 이를 간접 수용으로 판정함. - 동 사건과 같이 정부조치가 명백히 자의적이고 부당하여 투자자에게 손해를 가한 극히 예외적인 경우에만 간접수용이 인정될 수 있으므로 정당한 환경정책은 ISDS 제소 우려 없음. | ” |

또한 북미자유무역협정의 경우에는 간접수용을 규정한 1110조 가 구체적인 간접수용의 정의와 판단 법리를 결여하고 있는데 반해, 한미자유무역협정의 11장 은 간접수용의 범위가 훨씬 제한적으로 규정되어 있기 때문에 문제가 없다고 설명하였다.
| “ | 한미 FTA는 NAFTA와 달리 환경정책 등 공공복지 목적 정책은 간접수용에 대한 예외가 됨을 명확히 규정하고 있어 한미 FTA 하에서는 환경정책의 입안, 집행에 제약이 없을 것임. | ” |

| 1994 NAFTA(11장)                                                    | 2004 미국 모델투자협정                                                                                       | 한미 FTA(11장) |
| ------------------------------------------------------------------- | --- | --- |
| 수용에 대한 보상원칙만 규정(1110조) - 간접수용 정의와 판단법리 결여 | 수용 부속서 신설 - 간접수용 정의, 판단 법리, 공공복지 목적 정책(보건, 환경, 안전)에 대한 원칙적 예외 등 규정 | 간접수용의 범위를 제한(부속서 11-나) - 간접수용 판단 법리 1. 정부 행위의 경제적 영향 2. 합리적 기대이익 침해 여부 3. 정부 행위의 성격 - 우리나라 수용법제의 핵심 개념인 '특별희생' 법리 추가 - 간접수용의 예외 - 정당한 공공복지 목적의 비차별적 규제 행위에 보건, 안전, 환경 외에 '부동산가격 안정화 정책' 추가 - 보상 대상에서 '재산상 이익(property interest)'를 제외하여 '재산권(property right)'으로 한정(부속서한) |

## 같이 보기
- 북미자유무역협정
- 한미자유무역협정
- 투자자 국가 분쟁 해결 규정

## 참고 문헌
1. 1 2 3  국제투자분쟁해결센터의 지급 판정문 보관됨 2009-11-28 - 웨이백 머신 (2000년 8월 30일)
2. 1 2  캐나다 브리티시컬럼비아 주 대법원의 판결문 (2001년 5월 2일)
3. ↑  노주희 (2006년 7월 17일). “멕시코 사례에 대한 재경부의 '공부 부족'”. 프레시안.
4. ↑  노주희 (2006년 7월 18일). “그 후 과달카사르는 어떻게 됐을까?”. 프레시안.
5. ↑  Metalclad Corporation (2002년 7월 19일). “Metalclad Corporation Annual Report 2001 (Form 10-K)”.
6. ↑  홍기빈 (2006년 10월 4일). “공공정책, 외국 투자자에 '된 서리' 맞다”. 프레시안.
7. ↑  홍기빈 (2006). 《투자자-국가 직접소송제》. 녹색평론사. ISBN 9788990274342.
8. 1 2  외교통상부 통상교섭본부 (2011년 11월 3일). “투자자-국가간 분쟁해결절차(ISDS), 공정한 글로벌 스탠다드” (PDF).